# محمد النفيعي
محمد خالد النفيعي العتيبي شاعر سعودي واعلامي وناقد بارز بالشعر الشعبي، تولى اعداد صفحات شعرية بعدة صحف اخرها صحيفة الرياضية السعودية ويعتبر من أحد الشعراء الحداثيين بالشعر الشعبي الذين برزوا بالثمانينيات الميلادية، توفي في 2014م.

## الساحة الشعرية
يعتبر محمد النفيعي واحد من الشعراء المميزين وكانت له أمسيات شعرية عدة في مهرجانات داخل المملكة من بينها مهرجان الجنادرية والباحة والبابطين وغيرها كما كانت له مشاركات شعرية في عدة صحف بالإضافة إلى إشرافه على صفحات الشعر الشعبي في عدة صحف خلال الفترات الماضية.
لقب بشاعر الناس وشاعر البسطاء، وله العديد من القصائد التي تناقش قضايا المجتمع، كما كان ضليع بالفلسفة الشعرية ومهتم بالقصيدة الجديدة والحديثة رغم انشغالة بعمله بالسلك التعليمي ولكنه اعطى الشعر والنقد بالأدب والشعر الشعبي الكثير.
وأشاد بتجربته الشعرية الكثير من الأسماء المهمة عربياً، منهم: الناقد الدكتور معجب الزهراني، والشاعر محمد جبر الحربي، والدكتور سعيد السريحي، وكتب عنه وعن قصائده الكاتب السوداني جعفر عباس.
النفيعي الذي أمضى أعواماً طويلة في الساحة الإعلامية والشعرية وقال باحدى قصائدة راثيا نفسه قبل زملائه بقوله:
يارب ثبتني وقو إيماني
لاغرغرت روحي وفاضت مني
وشالوا النعش ذريتي وإخواني
فالقبر حطّوني وراحو عني
وكتب محمد النفيعي عن الفقراء والبسطاء حتى إنه نال لقب «شاعر البسطاء» و «شاعر الناس»، وله فلسلفه شعرية خاصة لكتابة القصائد الشعرية، أو ما يمكن تسميته بـ «الخلطة السرية للشاعر البارع»، والتي قال فيها:
ودك تصبح شاعر بارع
خل قافيتك هم الناس
وأوزانك نبضات الشارع
والنفيعي يصفه عدد كبير من الشعراء بعراب صحافة الشعر الشعبي، كون كتاباته تصدرت صدور صفحاتها متنقلاً بين مطبوعات سعودية وأخرى خليجية، وتتلمذ على يده عشرات الشعراء المعروفين في الساحة الشعبية، كما يعتبر من أوائل الشعراء السعوديين المؤسسين للساحة الشعبية الإلكترونية، بإنشائهم منتديات شعرية وأدبية تهتم بالشعر الشعبي، وقال عنه الأمير الشاعر بدر بن عبد المحسن بن عبد العزيز آل سعود، بعد نشره «مذكرات بدر بن عبد المحسن» للمرة الأولى قبل سنوات «يحق للنفيعي ما لا يحق لغيره ما يقوله على لساني وإن لم أقله، فهو رأيي».

## العمل بالصحافة
عمل في عدد من المطبوعات الصحفية مثل:
- صحيفة البلاد وكانت له صفحة مهمة فيها اسمها «مواسم»
- صحيفة عكاظ
- مجلة المختلف
- صحيفة الرياضية وله فيها صفحتان للشعر الشعبي وهما (سوالف ليل، والديوانية)

## وفاته
كتب تغريدة بحسابة بتويتر قبل وفاته بساعات ينعي فيها زميلة الشاعر رشيد الزلامي الذي سبقه بالرحيل بساعات، قبل أن تفيض روح محمد النفيعي ويتبعه بعدها بساعات فقط وذالك في
يوم الثلاثاء 30 / 12 / 2014م في مدينة جدة وكانت وفاته بسبب ضعف في عضلة القلب.